# El Salitre, Valparaíso
El Salitre är en ort i Mexiko.   Den ligger i kommunen Valparaíso och delstaten Zacatecas, i den centrala delen av landet, 600 km nordväst om huvudstaden Mexico City. El Salitre ligger 2 043 meter över havet och antalet invånare är 134.
Terrängen runt El Salitre är kuperad österut, men västerut är den platt. Runt El Salitre är det mycket glesbefolkat, med 5 invånare per kvadratkilometer. Närmaste större samhälle är J. Jesús González Ortega, 6,9 km söder om El Salitre. Omgivningarna runt El Salitre är i huvudsak ett öppet busklandskap.